# لسوود
لسوود (به انگلیسی: Leeswood) یک روستا در بریتانیا است که در Leeswood and Pontblyddyn واقع شده‌است. لسوود ۲٬۱۳۵ نفر جمعیت دارد.